# New Middletown (Indiana)
New Middletown es un pueblo ubicado en el condado de Harrison en el estado estadounidense de Indiana. En el Censo de 2010 tenía una población de 93 habitantes y una densidad poblacional de 875,79 personas por km².

## Geografía
New Middletown se encuentra ubicado en las coordenadas 38°9′52″N 86°3′4″O / 38.16444, -86.05111. Según la Oficina del Censo de los Estados Unidos, New Middletown tiene una superficie total de 0.11 km², de la cual 0.11 km² corresponden a tierra firme y (0%) 0 km² es agua.

## Demografía
Según el censo de 2010, había 93 personas residiendo en New Middletown. La densidad de población era de 875,79 hab./km². De los 93 habitantes, New Middletown estaba compuesto por el 95.7% blancos, el 2.15% eran afroamericanos, el 0% eran amerindios, el 0% eran asiáticos, el 0% eran isleños del Pacífico, el 0% eran de otras razas y el 2.15% pertenecían a dos o más razas. Del total de la población el 0% eran hispanos o latinos de cualquier raza.